# Tichookieanskaja
Tichookieanskaja (ros. Тихоокеанская) – główna stacja pasażerska w Nachodce w Kraju Nadmorskim w Rosji. Znajduje się na linii kolejowej z Ugolnej do Mysu Astafjewa. Jest położona w centrum miasta, w pobliżu portu. Została otwarta w 1953 roku.
Nazwa pochodzi od Oceanu Spokojnego.